# Île de Daishan
L'île de Daishan est l'une des îles principales de l'archipel de Zhoushan. L'île de Daishan a une superficie de 119,32 km² pour une population de 115 568 habitants en 2000. 

## Administration
L'île est située dans le Xian éponyme de Daishan.